# Белладжо
Белладжо (итал. Bellagio) — коммуна в Италии, располагается в регионе Ломбардия, подчиняется административному центру Комо. Популярна среди туристов благодаря удачному расположению в живописном месте на пересечении трех рукавов Y-образного озера Комо. Главная достопримечательность — вилла Мельци.
Население составляет чуть более 3 тыс. человек (2011 год), занимаемая площадь — 26 км².
Покровителем коммуны почитается святой апостол Иаков Старший, празднование 25 июля.

## География
Это северная вершина так называемого Ларианского треугольника, граничащего с двух сторон с озером Комо, а с третьей — с семью небольшими озерами. Ларианский треугольник соответствует местному органу самоуправления территории, называемой Горным сообществом Ларианского треугольника, со столицей в Канцо.
Белладжо находится близ мыса, который делит озеро Комо на два рукава. Исторический центр города расположен ближе к краю мыса, в то время как жильё разбросано вдоль берегов озера и склонов холмов. На противоположном берегу озера стоит вилла Карлотта, которая относится к коммуне Тремеццо.
Современный ландшафт окрестностей озера Комо сформирован мощными ледяными потоками, пришедшими из долин Вальтеллина и Валькьявенна во времена великих оледенений плейстоцена: по крайней мере четыре раза ледники доходили до региона Брианца. Из древних ледниковых покровов сформировались горные вершины, одна из которых — гора Св. Примо.
В окрестностях Белладжо преобладает мягкий климат, благоприятствующий бурной растительности.
Средние температуры зимой не опускаются ниже 6-7 °C, летом — около 25-30 °C. Во второй половине дня с озера дует легкий бриз — breva.

## История

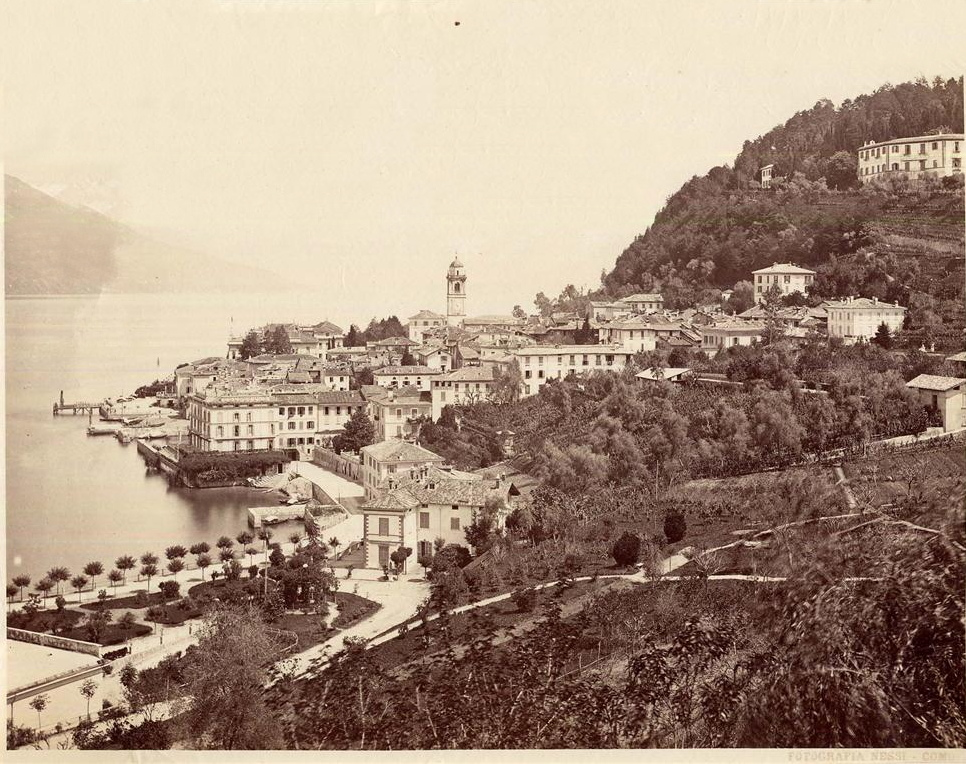
Белладжо в XIX веке

По данным археологов поселение на месте Белладжо существовало ещё во времена Римской империи. Интерес к поселению был обусловлен двумя факторами: его важным стратегическим расположением и красотой окрестных мест.
Хотя некоторые находки свидетельствуют о присутствии человека в окрестностях Белладжо ещё во времена палеолита (около 30 000 лет назад), только в VII—V вв.до н. э. на мысе появляется укрепления (castellum). Вероятно, здесь был культовый центр и рынок, который обслуживал множество мелких деревень, расположенных на берегах озера.
Римляне завезли в этот регион оливковые деревья, которые до сих пор в изобилии растут по берегам озера. Они же стали первыми, кто начал использовать Белладжо как курорт. Плиний Младший (I в. н. э.) описывал в письмах своё длительное пребывание на приозёрной вилле, в течение которого он занимался наукой, написанием книг, а также охотой и рыбалкой.
В Средние века поселение было укреплено, что позволило королю Лиутпранду в 744 году сделать его своей резиденцией. В начале XII века Белладжо вёл борьбу за независимость от Комо, которая закончилась неудачей. К концу XIII века Белладжо, который поддерживал гибеллинов, был окончательно поглощён Миланским герцогством.
С 1538 года Белладжо принадлежал миланскому роду Сфондрати, который владел также ривьерой Лекко (включая Варенну и Льерну); сыном первого владельца Белладжо был римский папа Григорий XIV. В 1788 году владения Сфондрати унаследовали миланские аристократы Сербеллони, построившие здесь свою резиденцию (ныне отель).
После того, как герцог Лоди (фактический глава Итальянской республики) отстроил рядом свою загородную виллу, для визитов аристократии из Милана была значительно улучшена транспортная инфраструктура.
Вслед за знатью в Белладжо потянулись и туристы из других слоёв общества. С 1825 года начинается застройка набережной отелями, которые отвечали всем требованиям комфорта того времени. В 1816, 1825 и 1838 гг. Белладжо посещали даже императоры Австрии.

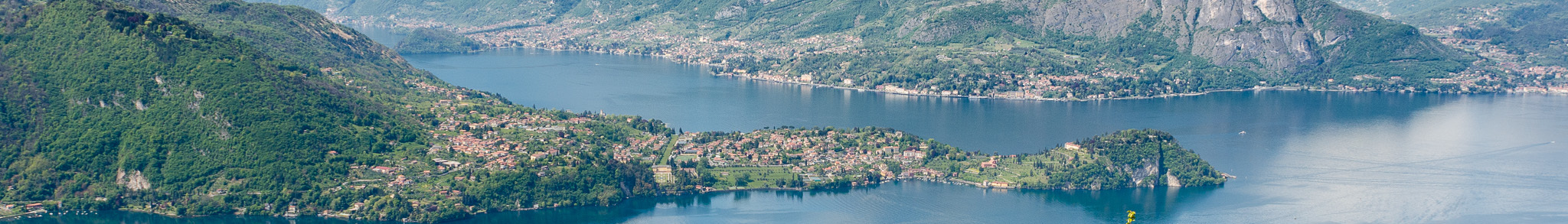
Общий вид мыса Белладжио

## Города-побратимы
- Альтеа, Испания
- Бад-Кёцтинг, Германия
- Бандоран, Ирландия
- Гранвиль, Франция
- Зволен, Словакия
- Карккила, Финляндия
- Кёсег, Венгрия
- Марсаскала, Мальта
- Мерссен, Нидерланды
- Нидеранвен, Люксембург
- Превеза, Греция
- Пренай, Литва
- Сезимбра, Португалия
- Сигулда, Латвия
- Сушице, Чехия
- Тюри, Эстония
- Укселёсунд, Швеция
- Уффализ, Бельгия
- Хойна, Польша
- Хольстебро, Дания
- Шерборн, Великобритания
- Юденбург, Австрия